# IC 1590
IC 1590是位於仙后座NGC 281星雲中的疏散星團。該星團估計已有350萬年的歷史，與其他恆星系統相比相對年輕。星團內部是一個多星系統，它發出的光促使NGC 281中的塵埃發光。